# 叫床
雌性交配發聲（英語：female copulatory vocalizations），也稱雌性交配叫聲（英語：female copulation calls）、性交發聲（英語：coital vocalizations）、雌性交歡發聲等，俗稱叫床、嬌喘、叫春等，主要由雌性靈長類動物（包括人類女性）或非靈長類動物產生（雄性在性交時也會發出聲音:1405, 1406-07）。交配發聲通常發生在交配期間，因此與性活動有關。 為吸引交配對象而在性交前發出的叫聲稱為交配鳴叫（英語：Mating call，俗稱亦為叫春等）。
在靈長類動物中，通常在交配結束時觀察到交配叫聲，並且物種之間在其發生、頻率和形式方面存在巨大差異。研究者一致認為，性交發聲實現了演化目的，且它們可以作為雌性面臨問題的適應性解決方案，例如殺嬰及獲得高品質的精子。
在非靈長類動物中，交配呼叫主要發生在交配之前，以吸引配偶。各物種之發聲頻率（14 Hz 至 70,000 Hz）和功能各不相同。雌性發聲的主要目的之一是誘導雄性的交配對象保護行為。 相反，也可以使用叫聲來吸引可以阻止與初始伴侶發生性關係的高級伴侶。 這樣做是為了引起雄性配偶競爭。
在人類中，性交發聲與性高潮有關，因此發生在交配期間並作為性快感的表達。女性可以有意使用發聲來提高伴侶的自尊心並加速射精的發生。 這類表達可能透過言語，也可能是非言語的，如用力呼吸、呻吟、尖叫、大叫、下流話、哭聲及笑聲等:1405。
研究者注意到，像豚尾狒狒等物種中，有些特定的發音只在性活動中出現:1406。

## 叫床的原因
有關叫床，有許多不同的理論，一方面有學者認為叫床中有一些明顯的溝通模式，因此認為和其他靈長類交歡時發聲的原因相近（如給潛在的性伴侶、使其興奮、邀請參與精子竞争等，參見「其他靈長類物種」段落）。有一個研究發現女性叫床的聲音在接近高潮時會更加激烈，在高潮時的發聲會非常快速、有規律的节奏，包括發聲持續的時間及間隔的時間等，這些是男性的叫床所沒有的特點:1405, 1405-06。叫床可以使其性伴侶在她高潮的時刻興奮，有助於確認當其高潮後，陰道放鬆，會在子宮頸形成精子池，方便精子進入子宮:1406-07。
另一方面，也有學者指出大部份的女性叫床不一定伴隨著自身的高潮，而是和性伴侶的射精有關。研究發現男性一般認為女性叫床既刺激又性感，女性本身也知道，因此叫床聲音是讓男性更快射精，或是提昇其愉悅感及（或）自尊。
女性希望男性更快射精的原因可能包括女性性交時的疼痛、挫折甚至是無聊，也可能是設法為性活動設定一時限。希望提昇男性自尊的原因則包括強化配对关系，減少情感及性上的不貞及遺棄。

## 其他靈長類物種
學者有針對其他靈長類物種的交歡時發聲提出一些原因。靈長類研究者認為狒狒交歡時發聲的天性，和當時是否快要排卵有關。因此交歡時發聲是告訴其他潛在的性伴侶其正在發情期、可能受孕，邀請參與精子竞争，因此表示狒狒是多配偶制而不是單一配偶制。發聲中也有和此狒狒交歡的雄狒狒的狀態，也可能讓其他雄狒狒更容易和此雌狒狒交配。